# Kiss Ambrus
Kiss Ambrus (Zalaegerszeg, 1979. november 11. – ) magyar politológus, politikus, szakíró, volt szakállamtitkár és miniszteri tanácsadó, 2019 és 2024 között Budapest egyik főpolgármester-helyettese.

## Karrierje
Édesapja munkaügyi központot vezetett, édesanyja az Iparkernél dolgozott. Középiskolai tanulmányait szülővárosában a Kölcsey Ferenc Gimnáziumban végezte, majd 2003-ban az Eötvös Loránd Tudományegyetem Állam- és Jogtudományi Karán szerzett politológusi diplomát.
2002-től 2003-ig a Foglalkoztatáspolitikai és Munkaügyi Minisztériumban dolgozott, 2003 márciusától miniszteri tanácsadó lett a Medgyessy-kormány Miniszterelnöki Hivatalában. 2006 júliusától 2007 júliusáig Kiss Péter szociális és munkaügyi miniszter kabinetfőnöke volt, később 2009 áprilisáig a Miniszterelnöki Hivatalt vezető miniszter kabinetfőnöke. 2009 áprilisától társadalompolitikai szakállamtitkár is volt a Miniszterelnöki Hivatalban.
2010 óta a Policy Agenda nevű politikai tanácsadó- és elemzőszervezet alapító-vezetője.
Az Új Egyenlőség szerkesztőbizottságának tagja.
2019. november 5-től Karácsony Gergely budapesti főpolgármester egyik helyettese Gy. Németh Erzsébet (DK), Tüttő Kata (MSZP), és Kerpel-Fronius Gábor (Momentum) mellett. Kiss a városháza működéséért és a pénzügyekért felelt 2024-ig. A 2024-es magyarországi önkormányzati választások után, miután a főváros közgyűlés nem szavazta meg főpolgármester-helyettesnek, Karácsony a Főpolgármesteri Hivatal főigazgatójának nevezte ki.
Házas, egy leánygyermek édesapja.

## Művei
- Veszélybe sodort jövő (L'Harmattan, 2013) Krausz Péterrel. ISBN 9789632366593
- Munkanélküliségről, foglalkoztatásról. Egy intézményrendszer története (L'Harmattan, 2016) ISBN 9789634140788
- Nem kell nemzeti minimum (L'Harmattan, 2017) ISBN 9789634142935
- Rossz kormányzás Fidesz-módra (Noran Libro, 2018) Progress Könyvek ISBN 9786155761560

### Szerkesztőként
- A válság második hulláma. Elemzések az Orbán-kormány második évéről (L’Harmattan, 2012) Krausz Péterrel. ISBN 9789632364919
- Ezt hozta a fülkeforradalom! Elemzések az Orbán-kormány négy évéről (L’Harmattan, 2014) Krausz Péterrel. ISBN 9789632368276